# Nhandu
Nhandu — род пауков-птицеедов из подсемейства Theraphosinae.
Род представлен пятью наземными птицеедами. Их ареал — тропические леса и пампасы Бразилии и Парагвая.
Пауки этого рода весьма нервные и довольно часто стряхивают волоски с абдомена. Волоски этих птицеедов считаются одними из самых опасных и способны вызвать сильную аллергическую реакцию у человека.

## Описание
Пауки средних и больших размеров. Длина тела составляет 7-8 сантиметров, размах ног — до 21 см. Обладают длинным, густым опушением. Продолжительность жизни составляет 15-17 лет.

## Содержание
Для содержания в неволе подходят все пять видов. Пауки не склонны к выкапыванию нор и могут обходиться без укрытия. Им требуется умеренная влажность и постоянный доступ к открытой воде.

## Виды
По состоянию на апрель 2016 год, известны и описаны следующие виды Nhandu:
- Nhandu carapoensis (Lucas, 1983) — Бразилия, Парагвай
- Nhandu cerradensis (Bertani, 2001) — Бразилия
- Nhandu chromatus (Schmidt, 2004) — Бразилия
- Nhandu coloratovillosus (Schmidt, 1998) — Бразилия
- Nhandu tripepii (Dresco, 1984) — Бразилия